# Selaginella gastrophylla
Selaginella gastrophylla är en mosslummerväxtart som beskrevs av Otto Warburg. Selaginella gastrophylla ingår i släktet mosslumrar, och familjen mosslummerväxter. Inga underarter finns listade i Catalogue of Life.